# Wer ist hier der Boss?
Wer ist hier der Boss? ist eine US-amerikanische Sitcom, die in acht Staffeln (196 Episoden) von 1984 bis 1992 vom Sender ABC produziert wurde. Im deutschen Fernsehen wurde die Serie erstmals ab dem 7. Dezember 1992 bei RTL ausgestrahlt.

## Handlung
Um seinem Kind ein besseres Leben bieten zu können, entscheidet sich der frühere Baseball-Profi Tony Micelli dazu, mit seiner jungen Tochter Samantha aus dem New Yorker Stadtteil Brooklyn in ein kleines Städtchen im Fairfield County, Connecticut zu ziehen, um dort als Haushälter bei Angela Bower zu arbeiten. Sie arbeitet bei einer Werbeagentur und ist alleinerziehende Mutter ihres Sohnes Jonathan. Stammgast im Hause Bower ist Mona, Angelas verwitwete, junggebliebene Mutter.
Nachdem sich beide Familien nach anfänglichen Schwierigkeiten schnell miteinander anfreunden und zwischen Tony und Angela hin und wieder die Frage aufkommt, wer von den beiden (dem Titel gemäß) eigentlich der „Boss“ im gemeinsamen Haus ist, kommen sich beide Protagonisten im Laufe der Serie immer näher. Dennoch dauert es sieben Jahre, bis sie sich in der 173. Folge erstmals ihre Liebe gestehen.

## Besetzung
Die deutsche Synchronisation wurde von der Arena Synchron unter der Dialogregie von Axel Lutter und Ulrich Johannson vorgenommen.

### Hauptrollen
| Schauspieler      | Rollenname             | Synchronsprecher                                        | Staffel | Bemerkungen                                                                                                |
| ----------------- | ---------------------- | ------------------------------------------------------- | ------- | --- |
| Tony Danza        | Anthony „Tony“ Micelli | Tommi Piper                                             | 1–8     | Vater von Samantha Micelli. Haushälter und späterer Lebensgefährte von Angela Bower.                       |
| Alyssa Milano     | Samantha „Sam“ Micelli | Shandra Schadt (1.01–3.13) Julia Haacke (3.14–8.24)     | 1–8     | Tochter von Tony Micelli.                                                                                  |
| Judith Light      | Angela Bower           | Angelika Bender                                         | 1–8     | „Boss“ und spätere Lebensgefährtin von Tony Micelli. Tochter von Mona Robinson. Mutter von Jonathan Bower. |
| Danny Pintauro    | Jonathan Bower         | Oliver Cresswell (1.01–4.24) Cyril Geffcken (5.01–8.24) | 1–8     | Sohn von Angela Bower. Enkel von Mona Robinson.                                                            |
| Katherine Helmond | Mona Robinson          | Edith Schneider                                         | 1–8     | Mutter von Angela Bower. Großmutter von Jonathan Bower.                                                    |

### Nebenrollen
| Schauspieler            | Rollenname             | Synchronsprecher  | Staffel | Episoden | Jahre     | Bemerkungen                                              |
| ----------------------- | ---------------------- | ----------------- | ------- | -------- | --------- | -------------------------------------------------------- |
| Rhoda Gemignani         | Mrs. Rossini           | Ilona Grandke     | 1–8     | 25       | 1984–1992 | Nachbarin und Freundin der Micellis.                     |
| Nicole Eggert           | Marci Ferguson         |                   | 1–3     | 7        | 1985–1986 | Freundin von Samantha Micelli.                           |
| James Coco              | Nick Milano            | Fred Maire        | 1–3     | 3        | 1985–1987 | Schwiegervater von Tony, Samanthas Großvater.            |
| Shana Lane-Block        | Bonnie                 | Jennifer Böttcher | 2–7     | 22       | 1985–1991 | Beste Freundin von Samantha Micelli.                     |
| Angela Lee              | Julia                  |                   | 2–4     | 7        | 1985–1986 | Freundin von Samantha Micelli.                           |
| Robin Thomas            | Geoffrey Wells         |                   | 3       | 6        | 1986–1987 | Zeitweiliger Partner von Angela Bower.                   |
| Billy Gallo             | Al                     |                   | 5–8     | 9        | 1989–1992 | Rockmusiker, Friseur und Onkel von Mrs. Rossini          |
| Leah Remini             | Charlie Briscoe        | Sandra Schwittau  | 5–6     | 2        | 1989      | Samantha Micellis Freundin aus Brooklyn.                 |
| Ralph P. Martin         | Ernie                  |                   | 6–8     | 10       | 1989–1992 | Wasserlieferant von Angela Bower                         |
| Jonathan Halyalkar      | William „Billy“ Napoli |                   | 7       | 21       | 1990–1991 | Pflegekind von Tony Micelli.                             |
| Curnal Achilles Aulisio | Hank Thomopoulos       |                   | 8       | 9        | 1992      | Späterer Ehemann von Samantha Micelli.                   |
| Efrem Zimbalist, Jr.    | Robert Robinson        |                   | 6       | 1        | 1990      | Verstorbener Ehemann von Mona Robinson (Cameo-Auftritt). |

## Spin-offs
Auf der Basis von Wer ist hier der Boss? wurden zwei Spin-offs entwickelt, die durch Backdoor-Piloten im Rahmen der Serie etabliert werden sollten, letztlich jedoch beide nach wenigen Episoden eingestellt wurden. Die Serie Charmed Lives mit Fran Drescher und Donna Dixon ging aus der Episode Die Nudel-Prinzessin hervor, die Charaktere aus Living Dolls wurden in den Folgen Sam in der Modelagentur und Vom Aschenputtel zum Model eingeführt.

## Remakes
1993 zeigte RTL ein deutsches Remake von 15 frühen Folgen unter dem Titel Ein Job fürs Leben. Tony hieß hier Vito und war ein italienischer Gastarbeiter aus Berlin-Neukölln und ehemaliger Mittelstürmer von Hertha BSC. Angela Bower hieß Barbara Hoffmann und lebte im Hamburger Nobelvorort Othmarschen. Abgesehen von den Namen- und Ortsänderungen wurden die Original-Drehbücher 1:1 umgesetzt.
Bereits 1990 wurde im britischen Fernsehen eine eigenständige Adaption der Serie unter dem Titel The Upper Hand gezeigt. 1998 und 2005 folgten mit Una familia con Ángel (Mexiko) und ¿Quién es el jefe? (Argentinien) zwei weitere Remakes in spanischer Sprache. Unter dem Titel Patron kim bilmek lazim kam es auch in der Türkei zu einem Remake.

## Geplante Neuauflage mit Originalbesetzung
Im August 2020 wurde bekannt gegeben, dass Sony Pictures eine Neuauflage der Serie plane. Tony Danza und Alyssa Milano sollten dabei ihre alten Rollen spielen, und die Serie sollte ungefähr 30 Jahre nach dem Ende der Ursprungsserie spielen. Anfang Oktober 2024 wurde gemeldet, dass die Planung aufgegeben worden sein soll.

## Stars in Nebenrollen
Im Laufe der Serie tauchten auch einige Stars auf, die schon bekannt waren oder die später in anderen Serien berühmt wurden. So traten in Wer ist hier der Boss unter anderem Betty White (bekannt als Rose aus den Golden Girls sowie anderen Serien wie Mary Tyler Moore und Hot in Cleveland), Leah Remini (Carrie aus King of Queens), Max Wright (Willie Tanner aus der Serie Alf), Candace Cameron (D.J. Tanner aus Full House), Fran Drescher (Fran aus Die Nanny), Jonathan Brandis (Die unendliche Geschichte II – Auf der Suche nach Phantásien) und Armin Shimerman (Quark aus Star Trek - Deep Space Nine) auf.
Die wiederkehrende Rolle des Chad McCann spielte Scott Grimes (später bekannt als Dr. Archie Morris aus Emergency Room – Die Notaufnahme). Ebenso traten unter anderem Leslie Nielsen, Ray Charles und Frank Sinatra auf.

## Auszeichnungen
- Golden Globe Award: Best Performance by an Actress in a Supporting Role in a TV-Series – Comedy/Musical – Katherine Helmond (1989)
- Young Artist Award: Best Young Supporting Actress in a Television Series – Alyssa Milano (1986, 1987, 1988)
- Young Artist Award: Best Young Supporting Actor in a Television Series – Danny Pintauro (1987)
- Emmy: Outstanding Lighting Direction (Electronic) for a Comedy Series – Mark J. Levin (1989)